# Schach-Europameisterschaft 2015
Die 16. Schach-Europa-Einzelmeisterschaft war ein Turnier-Wettkampf im Schach und wurde vom 23. Februar bis 9. März 2015 in Jerusalem, Israel ausgetragen.
Veranstalter waren die European Chess Union (ECU) und die Israel Chess Federation (ICF). 250 Spieler aus 33 Ländern nahmen teil, 113 davon waren Träger des Titels Großmeister. Der Austragungsmodus war ein 11-Runden-Turnier nach Schweizer System mit 90 Minuten für die ersten 40 Züge plus 30 Minuten für den Rest der Schachpartie mit einem Aufschlag von 30 Sekunden pro Zug. Das Turnier wurde im Ramada Hotel Jerusalem ausgetragen.
Bei dieser Veranstaltung wurden 23 Plätze für den Schach-Weltpokal 2015 in Baku vergeben, der als Qualifikationsmöglichkeit für den Schachweltmeisterschaftszyklus zählt.
Es gewann Jewgeni Najer vor David Navara und Mateusz Bartel.